# Liga de Voleibol Superior Masculino 2004
La Liga de Voleibol Superior Masculino 2004 si è svolta nel 2004: al torneo hanno partecipato 10 franchigie portoricane e la vittoria finale è andata per la ventesima volta, la seconda consecutiva, ai Changos de Naranjito.

## Regolamento
La competizione prevede che le dieci squadre partecipanti si sfidino, per circa due mesi, senza un calendario rigido, fino a disputare ventidue partite ciascuna. Le prime cinque classificate accedono direttamente ai play-off, mentre l'ottava e la settima classificata si sfidano in gara secca, con la vincente che affronta poi la sesta classificata nuovamente in gara unica, assegnando il sesto ed ultimo posto per i play-off; qui le squadre si sfidano in un nuovo round-robin nel quale le prime quattro squadre classificate accedono alle semifinali, accoppiate col metodo della serpentina.

## Squadre partecipanti
| - Caribes de San Sebastián - Criollos de Caguas - Changos de Naranjito - Gigantes de Adjuntas - Leones de Ponce | - Patriotas de Lares - Plataneros de Corozal - Playeros de San Juan - Rebeldes de Moca - Vaqueros de Bayamón |

## Campionato

### Regular season

#### Classifica
| Pos. | Squadra                  | Pt | G  | V  | P  | SV | SP | Ratio | PF | PS | Ratio |
| ---- | ------------------------ | -- | -- | -- | -- | -- | -- | ----- | -- | -- | ----- |
| 1    | Playeros de San Juan     | 36 | 22 | 18 | 4  |    |    |       |    |    |       |
| 2    | Changos de Naranjito     | 30 | 22 | 15 | 7  |    |    |       |    |    |       |
| 3    | Gigantes de Adjuntas     | 30 | 22 | 15 | 7  |    |    |       |    |    |       |
| 4    | Plataneros de Corozal    | 22 | 22 | 11 | 11 |    |    |       |    |    |       |
| 5    | Rebeldes de Moca         | 20 | 22 | 10 | 12 |    |    |       |    |    |       |
| 6    | Leones de Ponce          | 20 | 22 | 10 | 12 |    |    |       |    |    |       |
| 7    | Patriotas de Lares       | 20 | 22 | 10 | 12 |    |    |       |    |    |       |
| 8    | Criollos de Caguas       | 16 | 22 | 8  | 14 |    |    |       |    |    |       |
| 9    | Caribes de San Sebastián | 14 | 22 | 7  | 15 |    |    |       |    |    |       |
| 10   | Vaqueros de Bayamón      | 12 | 22 | 6  | 16 |    |    |       |    |    |       |

| Ai play-off scudetto | Serie di spareggio |

### Spareggio 7/8º posto
|  | Finale scudetto |                    |   |  |
|  |                 |                    |   |  |
|  | 7               | Patriotas de Lares | ? |  |
|  | 8               | Criollos de Caguas | 3 |  |

### Spareggio 6/7º posto
|  | Finale scudetto |                    |   |  |
|  |                 |                    |   |  |
|  | 6               | Leones de Ponce    | ? |  |
|  | 8               | Criollos de Caguas | 3 |  |

### Play-off scudetto

#### Round-robin

##### Classifica
| Pos. | Squadra               | Pt | G  | V | P | SV | SP | Ratio | PF | PS | Ratio |
| ---- | --------------------- | -- | -- | - | - | -- | -- | ----- | -- | -- | ----- |
| 1    | Changos de Naranjito  | 16 | 10 | 8 | 2 |    |    |       |    |    |       |
| 2    | Playeros de San Juan  | 12 | 10 | 6 | 4 |    |    |       |    |    |       |
| 3    | Plataneros de Corozal | 12 | 10 | 6 | 4 |    |    |       |    |    |       |
| 4    | Gigantes de Adjuntas  | 10 | 10 | 5 | 5 |    |    |       |    |    |       |
| 5    | Criollos de Caguas    | 6  | 10 | 3 | 7 |    |    |       |    |    |       |
| 6    | Rebeldes de Moca      | 4  | 10 | 2 | 8 |    |    |       |    |    |       |

| Alle semifinali |

#### Final 4
|  | Semifinali            | Semifinali            | Semifinali            | Semifinali            | Semifinali            | Semifinali | Semifinali | Semifinali | Semifinali |  |  | Finale                | Finale                | Finale | Finale | Finale | Finale | Finale | Finale | Finale |  |
|  |                       |                       |                       |                       |                       |            |            |            |            |  |  |                       |                       |        |        |        |        |        |        |        |  |
|  | Changos de Naranjito  | Changos de Naranjito  | Changos de Naranjito  | Changos de Naranjito  | 3                     | 3          | 3          | ?          | 3          |  |  |                       |                       |        |        |        |        |        |        |        |  |
|  | Gigantes de Adjuntas  | Gigantes de Adjuntas  | Gigantes de Adjuntas  | Gigantes de Adjuntas  | ?                     | ?          | ?          | 3          | ?          |  |  | Changos de Naranjito  | Changos de Naranjito  | 2      | 1      | 3      | 3      | 3      | 2      | 3      |  |
|  | Playeros de San Juan  | Playeros de San Juan  | Playeros de San Juan  | Playeros de San Juan  | Playeros de San Juan  | ?          | ?          | ?          | ?          |  |  | Plataneros de Corozal | Plataneros de Corozal | 3      | 3      | 0      | 2      | 1      | 3      | 1      |  |
|  | Plataneros de Corozal | Plataneros de Corozal | Plataneros de Corozal | Plataneros de Corozal | Plataneros de Corozal | 3          | 3          | 3          | 3          |  |  |                       |                       |        |        |        |        |        |        |        |  |

## Premi individuali
| Premio                   | Giocatrice     | Squadra               |
| ------------------------ | -------------- | --------------------- |
| MVP della Regular Season | Iván Contreras | Gigantes de Adjuntas  |
| MVP delle finali         | Víctor Bird    | Changos de Naranjito  |
| MVP dell'All-Star Game   | Curt Toppel    | Criollos de Caguas    |
| Miglior palleggiatore    | José Guilloty  | Gigantes de Adjuntas  |
| Miglior libero           | Saúl Morales   | Rebeldes de Moca      |
| Migliore allenatore      | Carlos Cardona | Playeros de San Juan  |
| Miglior esordiente       | Josué Núñez    | Gigantes de Adjuntas  |
| Rising star              | Rey de Jesús   | Leones de Ponce       |
| Miglior ritorno          | José Quiñones  | Plataneros de Corozal |
| All-Star Team            | José Guilloty  | Gigantes de Adjuntas  |
| All-Star Team            | Víctor Rivera  | Changos de Naranjito  |
| All-Star Team            | Pieter Olree   | Rebeldes de Moca      |
| All-Star Team            | Iván Contreras | Gigantes de Adjuntas  |
| All-Star Team            | Rey de Jesús   | Leones de Ponce       |
| All-Star Team            | René Esteves   | Patriotas de Lares    |
| Offensive Team           | Víctor Rivera  | Changos de Naranjito  |
| Offensive Team           | Rey de Jesús   | Leones de Ponce       |
| Offensive Team           | Iván Contreras | Gigantes de Adjuntas  |
| Offensive Team           | Pieter Olree   | Rebeldes de Moca      |
| Offensive Team           | Gilmar Texeira | Vaqueros de Bayamón   |
| Offensive Team           | Jeffrey Ptak   | Leones de Ponce       |